# Nederlandse kampioenschappen zwemmen 1957
De Nederlandse kampioenschappen zwemmen 1957 werden gehouden op 2, 3 en 4 augustus 1957 in Rhenen, Nederland. De nieuwe zwemvereniging De Forellen mocht het organiseren, de wedstrijden waren in het, toen, fonkelnieuwe zwembad van de club.
De 1500 meter vrije slag werd een week eerder in Hilversum gezwommen. Zowel winnares Jans Koster als de nummers twee (Corrie Schimmel) en drie (Judith de Nijs) wisten op deze afstand ruim onder het wereldrecord te zwemmen, regerend wereldrecordhouder Koster haalde er zelfs liefst negentien seconden vanaf. Ook Atie Voorbij bleek achteraf een wereldrecord te hebben gezwommen op de 100 meter vlinderslag.
Ada den Haan zwom twee keer een nieuw wereldrecord op de 200 meter schoolslag. De damesploegen van de HDZ en Nereus werden gediskwalificeerd op de 4x200 meter wisselslag-estafette. De Limburg-wisselbeker, voor best geklasseerde ploeg, werd met 57 punten gewonnen door de damesploeg van De Robben.
Jopie van Alphen moest deze kampioenschappen aan zich voorbij laten gaan vanwege een blindedarmoperatie, Jopie Troost zwom bij de aspiranten. Het officieuze Nederlands waterpolozevental speelde als voorbereiding een oefenwedstrijd tegen 'de rest van Nederland', en verloor deze met 5-4.

## Zwemmen

### Mannen
| Afstand:           | Goud:                                                        | Tijd    | Zilver:                     | Tijd    | Brons:                  | Tijd    |
| 100 m vrije slag   | Herman Willemse De Robben                                    | 59,1    | Theo Hoogveld Neptunus      | 59,1    | Jan Bouwman HPC         | 59,6    |
| 400 m vrije slag   | Herman Willemse De Robben                                    | 4.48,0  | Jaap de Jong LZO            | 4.50,4  | Leo Verburgt PSV        | 4.59,6  |
| 1500 m vrije slag  | Herman Willemse De Robben                                    | 19.21,7 | Jaap de Jong LZO            | 20.09,8 | André Hermsen De Robben | 20.25,4 |
| 100 m rugslag      | Peter Swijghuisen Reigersberg Het Y                          | 1.09,5  | B. Leenert Zian             | 1.11,2  | Bert Koning ZCG         | 1.13,6  |
| 200 m schoolslag   | Peter Bekkering De Sleutelstad                               | 2.46,9  | Gerrit Zeewuster De Dolfijn | 2.51,1  | Ab Kroonenburg Het Y    | 2.51,4  |
| 200 m vlinderslag  | Charles Ritton DJK                                           | 2.47,9  | Harry Vega DJK              | 2.52,9  | Bert Sitters Het Y      | 2.57,3  |
| 4x100 m wisselslag | LZO Jaap de Jong Jan Osinga Lourens Kostelijk Robert Eerligh | 4.41,9  | DJK                         | 4.51,3  | RZC                     | 4.55,1  |
| 4x200 m vrije slag | LZO Jaap de Jong Piet ten Thije Coos de Jong Leo Schoonhoven | 9.19,4  | De Robben                   | 9.31,7  | HPC                     | 9.37,6  |

### Vrouwen
| Afstand:           | Goud:                                                                 | Tijd    | Zilver:                  | Tijd    | Brons:                   | Tijd    |
| 100 m vrije slag   | Cocky Gastelaars SZC                                                  | 1.05,4  | Greetje Kraan De Robben  | 1.05,5  | Tine Tenkink HDZ         | 1.08,4  |
| 400 m vrije slag   | Corrie Schimmel 't Gooi                                               | 5.03,5  | Jans Koster 't Gooi      | 5.04,0  | Mary Kok De Robben       | 5.05,6  |
| 1500 m vrije slag  | Jans Koster 't Gooi                                                   | 20.03,1 | Corrie Schimmel 't Gooi  | 20.10,7 | Judith de Nijs De Robben | 20.16,2 |
| 100 m rugslag      | Lenie de Nijs De Robben                                               | 1.15,6  | Corrie Wassink AZ&PC     | 1.19,1  | J. Mink DZN              | 1.20,5  |
| 200 m schoolslag   | Ada den Haan 't Gooi                                                  | 2.51,3  | Nel Wiegers De Robben    | 3.04,1  | Rita Kroon De Robben     | 3.04,4  |
| 100 m vlinderslag  | Atie Voorbij De Robben                                                | 1.10,5  | Tineke Lagerberg 't Gooi | 1.12,8  | Lenie de Nijs De Robben  | 1.20,0  |
| 4x100 m wisselslag | De Robben Lenie de Nijs Rita Kroon Atie Voorbij Greetje Kraan         | 5.09,9  | RDZ                      | 5.25,8  | ADZ                      | 5.41,3  |
| 4x100 m vrije slag | De Robben Lenie de Nijs Judith de Nijs Astrid Sanderson Greetje Kraan | 4.33,4  | 't Gooi                  | 4.43,8  | RDZ                      | 4.44,4  |

## Schoonspringen

### Mannen
| Onderdeel: | Goud:                   | Score  | Zilver:                 | Score  | Brons:               | Score |
| 1 m plank  | H. Christenhusz Simaika | 69,46  | Wim Kuitert RPC         | 65,20  | Peter Bouwman Icarus | 61,18 |
| 3 m plank  | Jan van Moll Salto      | 122,70 | Wim Kettler De Zeemacht | 111,01 | J. Mussert Icarus    | 98,45 |

### Vrouwen
| Onderdeel: | Goud:                        | Score  | Zilver:               | Score  | Brons:                                   | Score  |
| 1 m plank  | Judith du Pon Simaika        | 79,53  | Annie Tenkink Simaika | 60,41  | Thea du Pon Simaika                      | 57,07  |
| 3 m plank  | Lenie Lanting-Keller Haarlem | 116,40 | Judith du Pon Simaika | 111,38 | Greetje Lugthart Springclub Joop Stotijn | 106,00 |

Langebaan (50 meter):

1920 ·
1921 ·
1922 ·
1923 ·
1924 ·
1925 ·
1926 ·
1927 ·
1928 ·
1929 ·
1930 ·
1931 ·
1932 ·
1933 ·
1934 ·
1935 ·
1936 ·
1937 ·
1938 ·
1939 ·
1940 ·
1941 ·
1942 ·
1943 ·
1944 ·
1945 ·
1946 ·
1947 ·
1948 ·
1949 ·
1950 ·
1951 ·
1952 ·
1953 ·
1954 ·
1955 ·
1956 ·
1957 ·
1958 ·
1959 ·
1960 ·
1961 ·
1962 ·
1963 ·
1964 ·
1965 ·
1966 ·
1967 ·
1968 ·
1969 ·
1970 ·
1971 ·
1972 ·
1973 ·
1974 ·
1975 ·
1976 ·
1977 ·
1978 ·
1979 ·
1980 ·
1981 ·
1982 ·
1983 ·
1984 ·
1985 ·
1986 ·
1987 ·
1988 ·
1989 ·
1990 ·
1991 ·
1992 ·
1993 ·
1994 ·
1995 ·
1996 ·
1997 ·
1998 ·
Amersfoort 1999 ·
Drachten 2000 ·
Eindhoven 2001 ·
Amersfoort 2002 ·
Amsterdam 2003 ·
Amsterdam 2004 ·
Amsterdam 2005 ·
Eindhoven 2006 ·
Amsterdam 2007 ·
Eindhoven 2008 ·
Eindhoven 2009 ·
Eindhoven 2010 ·
Eindhoven juni 2011 ·
Eindhoven december 2011 ·
Amsterdam 2012 ·
Eindhoven 2013 ·
Eindhoven 2014 ·
Eindhoven 2015 ·
Eindhoven 2016 ·
Eindhoven 2017 ·
Amersfoort 2018 ·
Amersfoort 2019 ·
2020 ·
2021 ·
Amersfoort 2022 ·
Amersfoort 2023 ·
Amersfoort 2024

Kortebaan (25 meter):

1980 ·
1981 ·
1982 ·
1983 ·
1984 ·
1985 ·
1986 ·
1987 ·
1988 ·
1989 ·
1990 ·
1991 ·
1992 ·
1993 ·
1994 ·
1995 ·
1996 ·
1997 ·
's-Hertogenbosch 1998 ·
Nieuwegein 1999 ·
Nieuwegein 2000 ·
Alphen aan den Rijn 2001 ·
Eindhoven 2002 ·
Drachten 2004 ·
Amsterdam 2005 ·
Drachten 2006 ·
Amsterdam 2007 ·
Amsterdam 2008 ·
Amsterdam 2009 ·
Amsterdam 2010 ·
Amsterdam 2012 ·
Dordrecht 2013 ·
Tilburg 2014 ·
Tilburg 2015 ·
Hoofddorp 2016 ·
Hoofddorp 2017 ·
Tilburg 2018 ·
Tilburg 2019 ·
2020 ·
Den Haag 2021 ·
Den Haag 2022 ·
Den Haag 2023